# The Spy (film fra 1917)
The Spy er en amerikansk stumfilm fra 1917 af Richard Stanton.

## Medvirkende
- Dustin Farnum som Mark Quaintance
- Winifred Kingston som Greta Glaum
- William Burgess som Freiheer Von Wittzchaeft
- Charles Clary
- William Lowry